# 애니상
애니상 또는 애니어워드(영어: Annie Award)는 국제 애니메이션 협회 (ASIFA)가 주최하는 1972년부터 시작된 애니메이션 상이다. 11월에 개최되고 있었지만, 아카데미상에 애니메이션 부문이 신설된 이래로 아카데미상이 개최되기 전인 1월 개최로 변경되었다.